# Smithton (Missouri)
Smithton è un comune degli Stati Uniti d'America, situato nello Stato del Missouri, nella contea di Pettis.